# ألفارو كاريراس
ألفارو كاريراس (بالإسبانية: Álvaro Fernández Carreras) هو لاعب كرة قدم إسباني، ولد في 23 مارس 2003 في جليقية في إسبانيا. يلعب مع ريال مدريد في الدوري الإسباني.

## المسيرة مع الأندية

### ريال مدريد
ولد في فيرول، وبدأ كاريراس مسيرته مع نادي غاليسيا دي كارانزا قبل أن ينضم إلى نادي مسقط رأسه راسينغ فيرول في عام 2007. خلال فترة وجوده مع النادي، لعب كمهاجم، وسجل 100 هدف في موسم واحد ضمن الفئات السنية. انضم إلى الفئات السنية مع ديبورتيفو لاكورونيا في عام 2012، حيث غُير مركزه إلى ظهير أيسر، قبل أن ينتقل إلى ريال مدريد في عام 2017.

### مانشستر يونايتد
انضم كاريراس إلى مانشستر يونايتد قادمًا من ريال مدريد في سبتمبر 2020 بعقد مدته أربع سنوات، وسط اهتمام من أندية أوروبية أخرى مثل نادي برشلونة ومانشستر سيتي. بدأ التدريب مع الفريق الأول في بدايات موسم 2021–22.
كان كاريراس لاعبًا منتظمًا مع فريق تحت 23 عامًا في موسمه الأول مع مانشستر يونايتد، حيثُ شارك في 20 مباراة دوري وواحدة في كأس رابطة الأندية الإنجليزية المحترفة، بالإضافة إلى سبع مباريات مع فريق تحت 18 عامًا، ومباراتين في كأس الاتحاد الإنجليزي للشباب. ثم شارك في 21 مباراة في الدوري في موسم 2021–22، جميعها كأساسي، بالإضافة إلى مشاركته في ثلاث مباريات في كأس الرابطة وست مباريات من أصل سبع في دوري شباب أوروبا. تلقى أول استدعاء للفريق الأول في أبريل 2022، عندما جلس على دكة البدلاء ضد نادي تشيلسي في الدوري الإنجليزي الممتاز. كما تم استدعاؤه لمباراة ضد برايتون أند هوف ألبيون.
في 11 مايو 2022، حصل كاريراس على جائزة أفضل لاعب في فريق تحت 23 عامًا في مانشستر يونايتد. غادر النادي في عام 2024 دون أن يخوض أي مباراة مع الفريق الأول.

#### بريستون نورث إند (إعارة)
في 26 يوليو 2022، انضم كاريراس إلى نادي بريستون نورث إند في دوري البطولة الإنجليزية على سبيل الإعارة لمدة موسم. وشارك لأول مرة في 30 يوليو 2022، كبديل في الدقيقة 72 مكان روبي برادي في مباراة انتهت بالتعادل السلبي خارج الأرض ضد ويغان أثلتيك.

#### غرناطة (إعارة)
في 1 سبتمبر 2023، انضم كاريراس إلى نادي غرناطة في الدوري الإسباني على سبيل الإعارة حتى نهاية الموسم. وفي 14 يناير 2024، قطع مانشستر يونايتد الإعارة.

### بنفيكا
في 17 يناير 2024، أعار مانشستر يونايتد كاريراس إلى نادي بنفيكا في الدوري البرتغالي الممتاز حتى نهاية موسم 2023–24. تضمن عقد الإعارة خيار شراء مقابل 6 ملايين يورو يُصبح إلزاميًا إذا شارك في 50% من المباريات المتبقية لبنفيكا خلال فترة الإعارة.
بعد سبعة أيام، شارك كاريراس لأول مرة مع بنفيكا كبديل في الشوط الثاني ضمن نصف نهائي كأس الدوري البرتغالي ضد إستوريل برايا؛ وانتهت المباراة بالتعادل 1–1، وتم إقصاء بنفيكا بعد اللجوء إلى ركلات الترجيح. وفي 4 فبراير، خاض أول مباراة له في الدوري البرتغالي، حيث شارك بديلًا في الشوط الثاني من مباراة فاز فيها بنفيكا 3–0 على جيل فيسنتي في ملعب النور.
في 26 مايو 2024، أعلن مانشستر يونايتد أن بنفيكا فعّل خيار الشراء مقابل 6 ملايين يورو، مع إضافات محتملة تصل إلى 3 ملايين يورو. وبعد ذلك، وقع عقدًا جديدًا مع بنفيكا حتى عام 2029.

## المسيرة الدولية
شارك كاريراس مع منتخبات إسبانيا للفئات السنية حيثُ مثّل منتخب تحت 19 سنة ومنتخب تحت 21 سنة. خاض أولى مبارياته مع منتخب تحت 19 سنة في 26 أكتوبر 2021 حيثُ شارك أساسيًا في مباراة ودية ضد إسرائيل.

## الحياة الشخصية
كان يُعرف في البداية باسم ألفارو فرنانديز ثم اعتمد لاحقًا اسم عائلته من جهة الأم "كاريراس" خلال مسيرته. ومع ذلك، قام نادي مانشستر يونايتد بتسجيله باسمه العائلي من جهة الأب "فرنانديز" خلال دور المجموعات من دوري شباب أوروبا 2021–22. ووفقًا لألفارو، فإن هذا القرار جعل "كلا والديه سعيدين".